# Юлиан, герцог Халландский
Юлиа́н Хе́рберт Фо́льке, ге́рцог Халла́ндский (швед. Julian Herbert Folke, Hertig av Halland; род. 26 марта 2021) — третий и младший сын принца Карла Филиппа и его супруги, принцессы Софии. Принц является восьмым внуком короля Карла XVI и королевы Сильвии. 

## Биография
11 декабря 2020 года Королевский суд официально объявил, что принц Карл Филипп и его супруга, принцесса София ждут третьего ребёнка. Принц Юлиан родился 26 марта 2021 года в 11:19 в столичном госпитале Дандерюд. 28 марта в Королевском дворце была проведена церемония, которая прошла в онлайн-формате из-за пандемии COVID-19. Во время заседания совета министров король Карл XVI Густав объявил имя и титул принца — Юлиан Херберт Фольке, герцог Халландский. В тот же день был отслужен благодарственный молебен «Te Deum», на котором присутствовали близкие члены семьи новорождённого принца.
14 августа 2021 года принц Юлиан был крещён епископом Йоханом Далманом и пастором Микаэлем Бьеркхагеном в часовне дворца Дроттнингхольм. Его крёстными родителями стали двоюродный дядя — Патрик Зоммерлат, супруги Йохан Андерссон и Стина Андерссон, Якоб Хёгфельдт и Фрида Вестерберг — друзья Карла-Филиппа и Софии.
В силу закона об абсолютной примогенитуре, действующего в Швеции с 1980 года, принц Юлиан занимает седьмую позицию в порядке наследования шведского престола. В октябре 2019 года король Карл XVI своим указом изменил состав королевского дома Швеции, согласно которому дети принца Карла-Филиппа и Софии, а также дети принцессы Мадлен и Кристофера О’Нилла были лишены титула Королевских высочеств. При этом они являются членами королевской семьи и за ними сохраняются место в порядке наследования шведского престола и титулы принцев и герцогов, пожалованные им по приказу короля ранее.